# 효자 이유 정려
효자 이유 정려(孝子 李維 旌閭)는 대한민국 충청남도 천안시 동남구 성남면 신덕리에 있다. 효자 이유를 기리기 위해 세운 정려이다. 1995년 5월 10일 천안시의 향토문화유산 제17호로 지정되었다.

## 개요
내부 중앙 상단에는 현액이 걸려있으며 후면에 행장기가 걸려 있고 비석이 세워져 있다.
현액에는 효자 증 동몽교관 조봉대부 이유지려 성상12년 계미 명정(孝子 贈 童蒙敎官 朝奉大夫 李維之閭 聖上 十二年 癸未 命旌)라고 각서되어 있으며 비문도 같은 내용이다.
공의 휘는 유(維)요, 자는 상지이며, 본은 공주(公州)이다. 공산 부원군 (公山府院君) 천일의 후손이요, 광록대부(光祿大夫) 사손의 13세손이시다. 천성이 순후하고 독실하여 12세의 어린 나이에도 어버이를 지극한 효성으로 봉양하였다. 15세 때 아버님께서 병석에 누우시게 되니, 일 년을 하루 같이 약 시중을 하였다. 겨울철에 아버님께서 붕어를 잡수시고 싶어 하셔서 얼어붙은 냇가에 나가 얼음을 깨고 울며 기도를 하자 하늘도 효심에 감동하였음 인지 마침내 큰 붕어를 얻어 다려 드렸더니 병이 나았다. 장년이 되어 가세가 점차 윤택해지자 날마다 좋은 반찬을 갖추어 어버이께 공양하셨고 부인 파평 윤씨 또한 지성을 다하여 시부모를 봉양하셨다. 순조 13년(1813)에 부친상을 당하여 여막에서 3년을 시묘하셨으며, 또 순조(1817)에 모친 문화 류씨께서 병석에 눕게 되시자 정성을 다하여 간호를 하셨으나, 효성의 보람도 없이 병환이 위증하기에 이르자 손가락을 깨물어 그 피를 드리니 3일 간을 더 사셨으나, 끝내 돌아가신즉 비통함이 하늘에 닿는 듯 하였다.
공은 정조 3년(1778)에 태어나서 현종 13년(1847)에 돌아가셨다. 고종 20년(1883) 9월 임금님께서 세조대왕 능에 행차 하셨을 때 본도 유생들이 주상님께 공의 효행을 상소하였고 예조판서 조석여가 다시 명에 따라 상소하여 고종 21년(1884) 10월 교지를 내리고 마을 입구에 정문을 세워 모든 사람들은 귀감하라 했다.